# 中村豊 (アナウンサー)
中村 豊（なかむら ゆたか、1967年5月31日 - ）は、NHKのシニアアナウンサーでプロデューサー、ディレクター。ラジオ番組を中心に活動している。

## 来歴・人物
千葉県千葉市出身。千葉県立千葉高等学校を経て、慶應義塾大学経済学部を卒業。大学在学中はシルバーキャノンボールテニスクラブに所属。インカレのデザート食べ歩きサークル「ベイビーフェイス」を立ち上げ代表に就任。
1992年（平成4年）に入局。主にNHKラジオで放送されているラジオ番組の司会として日本中や世界中で多く活躍している。

## 現在の担当番組
- 岩手県のニュース
- ニュースいわて845
- おはよういわて

## 過去の担当番組
- 熊本県のニュース・中継・リポート
- 福井県のニュース・中継・リポート
- 宮城県・東北地方のニュース
- 佐賀県のニュース
- 新潟県のニュース
- ひるまえ情報便（編集責任者）
- ニュースただいま佐賀（編集責任者）
- ニュースおかえり佐賀845（不定期）
- 放送部副部長
- 新潟ニュース610（編集責任者）
- 新潟ニュース845（不定期）
- アナウンス統括
- 佐賀、新潟放送局制作番組の編集責任者
- ラジオ深夜便[2][3]
- ラジオセンターディレクター業務